# Giacomo Aragall
Giacomo Aragall, właśc. Jaime Arajall y Garriga (ur. 6 czerwca 1939 w Barcelonie) – hiszpański śpiewak operowy, tenor.

## Życiorys
Studiował u Francesco Puiga w Barcelonie i Vladimiro Badialego w Mediolanie. W 1963 roku zdobył I nagrodę w konkursie im. Giuseppe Verdiego w Busseto, w tym samym roku zadebiutował na scenie w Wenecji jako Gaston w Jerozolimie Verdiego. Przez następne trzy lata związany był kontraktem z mediolańską La Scalą. W 1966 roku debiutował w Covent Garden Theatre w Londynie jako Książę Mantui w Rigoletcie oraz w Operze Wiedeńskiej jako Rodolfo w Cyganerii. W roli Księcia Mantui wystąpił też po raz pierwszy w 1968 roku na deskach Metropolitan Opera w Nowym Jorku. Gościnnie występował w Rzymie, Berlinie, Hamburgu, Chicago i San Francisco. Zaśpiewał na ceremonii otwarcia letnich igrzysk olimpijskich 1992 w Barcelonie. W 1994 roku wystąpił w paryskiej Opéra Bastille jako Cavaradossi w Tosce.
Do jego popisowych ról należały partie tytułowe w Fauście Gounoda i Don Carlosie Verdiego oraz role w operach Gaetano Donizettiego: Gennaro w Lukrecji Borgii i Fernando w Faworycie.